# Laborem exercens
Laborem exercens (en español: Sobre el trabajo humano, traducción literal, Al ejercer el trabajo) es una encíclica escrita por el papa Juan Pablo II en 1981 cuyo tema es el trabajo. Forma parte del compendio de la Doctrina Social de la Iglesia, que remonta sus orígenes a la encíclica de 1891 Rerum novarum, de León XIII. Según Primo Corbelli, Juan Pablo II «fue quien estudió y actualizó la cuestión [de la postura de la Iglesia en relación al trabajo] en profundidad» con este documento.

## Contexto
Para los papas se había vuelto costumbre publicar nuevos textos sobre asuntos sociales cada diez años desde Rerum novarum, para actualizar la doctrina social en relación con los tiempos modernos. Laborem exercens fue escrita en su 90.º aniversario y hace referencia a dicha encíclica y a otras posteriores. 
El papa no pudo publicar el documento el 15 de mayo, el día del aniversario, a causa del intento de asesinato que había tenido lugar dos días antes. Por eso lo hizo unos meses después, en septiembre de 1981. Algunas de las tendencias mencionadas en el texto por Juan Pablo II son: 
- El creciente uso de la tecnología, en especial la tecnología de la información. Juan Pablo II predijo que implicaría cambios comparables a la Revolución industrial del siglo anterior.[5]
- Problemáticas ambientales. El papa destacó que algunos recursos, en particular el petróleo, comenzaban a escasear. Además, la necesidad de preservar el medioambiente se estaba volviendo notoria.
- La gente de los países en vías de desarrollo que pide mayor participación en la economía global. Juan Pablo se mostró favorable a esta tendencia, pero mencionó su temor ante el hecho de que la amplia distribución del empleo podría llevar al paro a trabajadores capacitados.

Si bien no se menciona en la encíclica, probablemente Juan Pablo II pensaba en la fundación de Solidaridad, una central sindical de raíces fuertemente católicas en su Polonia natal en 1980. Juan Pablo conocía a Lech Wałęsa, el fundador de Solidaridad, y se reunió con él más de una vez durante una visita a su país en 1979. Juan Pablo II ha defendido la existencia de los sindicatos y los consideró un «exponente de la lucha por la justicia social y un factor constitutivo del orden social y de solidaridad que no se puede prescindir».

## Dignidad del trabajo
Laborem exercens comienza con un argumento basado en las sagradas escrituras sobre que el trabajo es más que una actividad o un bien, sino una parte esencial de la naturaleza humana:

La Iglesia halla ya en las primeras páginas del libro del Génesis la fuente de su convicción según la cual el trabajo constituye una dimensión fundamental de la existencia humana sobre la tierra. [...] Cuando éste, hecho «a imagen de Dios... varón y hembra», siente las palabras: «Procread y multiplicaos, y henchid la tierra; sometedla», aunque estas palabras no se refieren directa y explícitamente al trabajo, indirectamente ya se lo indican sin duda alguna como una actividad a desarrollar en el mundo
Laborem exercens, II, 4

El trabajo no es resultado del pecado de Adán, sino que fue dado a la humanidad desde el momento de la creación. Juan Pablo II argumenta que es esencial para la naturaleza humana y que «el hombre es sujeto de trabajo». Por eso considera vital humanizar el trabajo ante la presencia de las máquinas.

El hombre debe someter la tierra, debe dominarla, porque como «imagen de Dios» es una persona, es decir, un ser subjetivo capaz de obrar de manera programada y racional, capaz de decidir acerca de sí y que tiende a realizarse a sí mismo. Como persona, el hombre es pues sujeto del trabajo.
Laborem exercens, II, 6

Juan Pablo traza una diferencia entre trabajo y fatiga. El trabajo es una parte integral de la naturaleza humana, mientras que la fatiga, según el Génesis, fue una consecuencia del pecado. Ya no pueden ser separados, pero aún se puede encontrar el aspecto esperanzador y realizador del trabajo, que Juan Pablo denomina «laboriosidad»:

La intención fundamental y primordial de Dios respecto del hombre, que Él «creó... a su semejanza, a su imagen», no ha sido revocada ni anulada ni siquiera cuando el hombre, después de haber roto la alianza original con Dios, oyó las palabras: «Con el sudor de tu rostro comerás el pan»,16 Estas palabras se refieren a la fatiga a veces pesada, que desde entonces acompaña al trabajo humano; pero no cambian el hecho de que éste es el camino por el que el hombre realiza el «dominio», que le es propio sobre el mundo visible «sometiendo» la tierra. [...] Lo saben todos los hombres del trabajo y, puesto que es verdad que el trabajo es una vocación universal, lo saben todos los hombres.
Laborem exercens, II, 9

En el mundo moderno existen numerosas situaciones que tienden a degradar la dignidad del trabajo. Juan Pablo las llamó «amenazas al correcto orden de los valores». Por ejemplo, cuando el trabajo es considerado un producto para la venta, o cuando los trabajadores son vistos como una «fuerza de trabajo» impersonal, los hombres son tratados como instrumentos y no como sujeto de trabajo. Otras violaciones a la dignidad del trabajo incluyen desempleo, subempleo de trabajadores cualificados, salarios inadecuados para sostener la vida, seguridad laboral inadecuada y trabajo forzado. Juan Pablo II contempla los beneficios de la tecnología, pero también su contracara negativa: 

Entendida aquí no como capacidad o aptitud para el trabajo, sino como un conjunto de instrumentos de los que el hombre se vale en su trabajo, la técnica es indudablemente una aliada del hombre. Ella le facilita el trabajo, lo perfecciona, lo acelera y lo multiplica. Ella fomenta el aumento de la cantidad de productos del trabajo y perfecciona incluso la calidad de muchos de ellos. Es un hecho, por otra parte, que a veces, la técnica puede transformarse de aliada en adversaria del hombre, como cuando la mecanización del trabajo «suplanta» al hombre, quitándole toda satisfacción personal y el estímulo a la creatividad y responsabilidad; cuando quita el puesto de trabajo a muchos trabajadores antes ocupados, o cuando mediante la exaltación de la máquina reduce al hombre a ser su esclavo.
Laborem exercens, II, 5

## Trabajo y capital
En Laborem exercens, Juan Pablo resalta las prioridades básicas como marco para discutir temas como el trabajo, el capital y la propiedad privada: el trabajo es más importante que el capital y las personas son más importantes que los objetos.
En contraste, cita dos ideas que considera errores: el materialismo y el economicismo. El primero subordina la gente a la propiedad, mientras que el segundo solo valora el trabajo según su beneficio económico. Juan Pablo, por el contrario, recomienda una filosofía personalista:

el hombre que trabaja desea no sólo la debida remuneración por su trabajo, sino también que sea tomada en consideración, en el proceso mismo de producción, la posibilidad de que él, a la vez que trabaja incluso en una propiedad común, sea consciente de que está trabajando «en algo propio». Esta conciencia se extingue en él dentro del sistema de una excesiva centralización burocrática, donde el trabajador se siente engranaje de un mecanismo movido desde arriba; se siente por una u otra razón un simple instrumento de producción, más que un verdadero sujeto de trabajo dotado de iniciativa propia.
Laborem exercens, III, 15

En un ambiente de trabajo moderno se vuelve muy complejo establecer derechos de propiedad. Los recursos humanos deben ser considerados dones de Dios, pertenecientes a todos. Cualquier herramienta o tecnología que se emplea se erige sobre generaciones incontables y recibe la influencia de quienes la utilizan hoy. 

En efecto, si es verdad que el capital, al igual que el conjunto de los medios de producción, constituye a su vez el producto del trabajo de generaciones, entonces no es menos verdad que ese capital se crea incesantemente gracias al trabajo llevado a cabo con la ayuda de ese mismo conjunto de medios de producción, que aparecen como un gran lugar de trabajo en el que, día a día, pone su empeño la presente generación de trabajadores. Se trata aquí, obviamente, de las distintas clases de trabajo, no sólo del llamado trabajo manual, sino también del múltiple trabajo intelectual, desde el de planificación al de dirección.
Laborem exercens, III, 14

Tomando como base este punto de vista, Juan Pablo propuso una visión dinámica y flexible de la propiedad y de la economía. Recomendó arreglos para que los trabajadores compartan la propiedad, como las cooperativas de trabajo o los sindicatos.

## El empleador indirecto
Juan Pablo examinó los derechos de los trabajadores en el contexto más amplio y analizó su relación con los empleadores directos e indirectos. El empleador directo de un trabajadores es «la persona o la institución para la que se trabaja directamente mediante un contrato». Los empleadores indirectos son las otras personas, grupos y estructuras que afectan o limitan al empleador directo.

En el concepto de empresario indirecto entran tanto las personas como las instituciones de diverso tipo, así como también los contratos colectivos de trabajo y los principios de comportamiento, establecidos por estas personas e instituciones, que determinan todo el sistema socio-económico o que derivan de él. El concepto de empresario indirecto implica así muchos y variados elementos. La responsabilidad del empresario indirecto es distinta de la del empresario directo, como lo indica la misma palabra: la responsabilidad es menos directa; pero sigue siendo verdadera responsabilidad: el empresario indirecto determina sustancialmente uno u otro aspecto de la relación de trabajo y condiciona de este modo el comportamiento del empresario directo cuando este último determina concretamente el contrato y las relaciones laborales.
Laborem exercens, III, 17

Como ejemplo, Juan Pablo cita las compañías fabricantes de los países desarrollados que adquieren la materia prima de los países en vías de desarrollo. Como los compradores insisten para obtener los precios más bajos posibles, los trabajadores en otras partes del mundo se ven directamente afectados. Para crear una política laboral que asegure justicia para cada trabajador, es necesario no solo trabajar con los empleados directos, sino también identificar a los empleadores indirectos. Juan Pablo sugiere que ese trabajo corresponde a los gobiernos y a organizaciones internacionales como la ONU o la OIT.

## Derechos de los trabajadores
Juan Pablo II reconoció el derecho al pleno empleo y que el problema en lograr este objetivo era la organización, no la falta de recursos. Esta complicación se resolvería elaborando planes junto a los empleadores indirectos. Por otro lado, propuso un salario familiar justo para que las mujeres no tuvieran la necesidad de salir a trabajar porque el sueldo del padre de familia no alcanzaba. También reconoció la necesidad de que el trabajador posea un seguro social y vacaciones. En cuanto al derecho de huelga, si bien lo reconoce, lo propone como última medida en caso de que el diálogo fracase. En la encíclica también se dirige especialmente hacia los agricultores y las personas con discapacidad. Sobre las migraciones por motivos laborales, el papa menciona que dejan expuestos a los trabajadores ante la explotación, implican una pérdida para el país de origen de esa persona, y hacen que se pierdan sus raíces culturales. Por eso recomienda que los Estados protejan a los inmigrantes.

## Espiritualidad del trabajo
Laborem exercens finaliza con una sección que considera la importancia del trabajo en la espiritualidad cristiana. Juan Pablo alienta a la Iglesia a desarrollar y enseñar una espiritualidad del trabajo. Sus componentes serían: trabajo y descanso adecuados, a semejanza de Dios; seguir los pasos de Jesús, carpintero, entre otros ejemplos del Antiguo y Nuevo Testamento, y «soportando la fatiga del trabajo en unión con Cristo crucificado por nosotros, el hombre colabora en cierto modo con el Hijo de Dios en la redención de la humanidad».